# Flora Napolitana
Flora Napolitana (abreviado Fl. Napol.) es un libro ilustrado con descripciones botánicas que fue escrito por el botánico italiano Michele Tenore. Fue publicado en cinco volúmenes en los años 1811-1838, con el nombre de Flora Napolitana: ossia, Descrizione delle piante indigene del regno di Napoli, e delle piu rare specie di piante esotiche coltivate ne' Giardini ... Napoli : Nella Stamperia reale

## Publicaciones
- Vol. 1: 1811-15 - Prodromus Florae Neapolitanae on pp. V-LVII
- Vol. 2: 1820
- Vol. 3: 1824-29; Prodromus Fl. Neapol. Suppl. IV on pp. III-XII
- Vol. 4: 1830
- Vol. 5: 1835-38